# Кронах (река)
Кронах (нем. Kronach) — небольшая река в Германии, протекает по Верхней Франконии (земля Бавария), речной индекс 241446. Площадь бассейна составляет 124,15 км². Длина реки 8 км. Высота истока 356 м. Высота устья 305 м.
Кронах образуется в результате слияния Кремница и Грюмпеля южнее Вильгельмсталя. В некоторых источниках характеристики Кронаха даются совместно с Кремницем. Их общая длина в этом случае составляет 27,60 км. Впадает Кронах в одноимённом городе в реку Хаслах.